# Лу-Баба
Лу-Баба — правитель (енсі) шумерського міста-держави Лагаш. Його правління припадало на кінець XXII століття до н. е.